# Liste der Einträge im National Register of Historic Places im Decatur County (Tennessee)

Lage des Decatur Countys in Tennessee

Die Liste der Einträge im National Register of Historic Places im Decatur County in Tennessee führt die Bauwerke und historischen Stätten im Decatur County auf, die in das National Register of Historic Places aufgenommen wurden.

## Derzeitige Einträge
| [ 2 ] | Name                               | Bild                | Eintragsdatum        | Lage                                                                               | Ort          | Beschreibung |
| ----- | ---------------------------------- | ------------------- | -------------------- | ---------------------------------------------------------------------------------- | ------------ | ------------ |
| 1     | Dr. Beauregard Martin Brooks House |                     | 1992 ID-Nr. 92001074 | Clifton Ferry Road, östlich der Kreuzung mit der TN 69 35° 26′ 21″ N, 88° 5′ 21″ W | Bath Springs |              |
| 2     | Brownsport I Furnace (40DR85)      |                     | 1988 ID-Nr. 88001144 | Adresse nicht veröffentlicht                                                       | Gumdale      |              |
| 3     | Brownsport II Furnace (40DR86)     |                     | 1977 ID-Nr. 77001265 | Adresse nicht veröffentlicht                                                       | Decaturville |              |
| 4     | Decatur Furnace (40DR84)           |                     | 1988 ID-Nr. 88001142 | Adresse nicht veröffentlicht                                                       | Bath Springs |              |
| 5     | John P. Rains Hotel                | John P. Rains Hotel | 1978 ID-Nr. 78002585 | 106-108 Tennessee Avenue 35° 38′ 57″ N, 88° 7′ 36″ W                               | Parsons      |              |